# Haemaphysalis muhsamae
Haemaphysalis muhsamae este o specie de căpușe din genul Haemaphysalis, familia Ixodidae, descrisă de Santos Dias în anul 1954.
Este endemică în Camerun. Conform Catalogue of Life specia Haemaphysalis muhsamae nu are subspecii cunoscute.